# Krayenburg

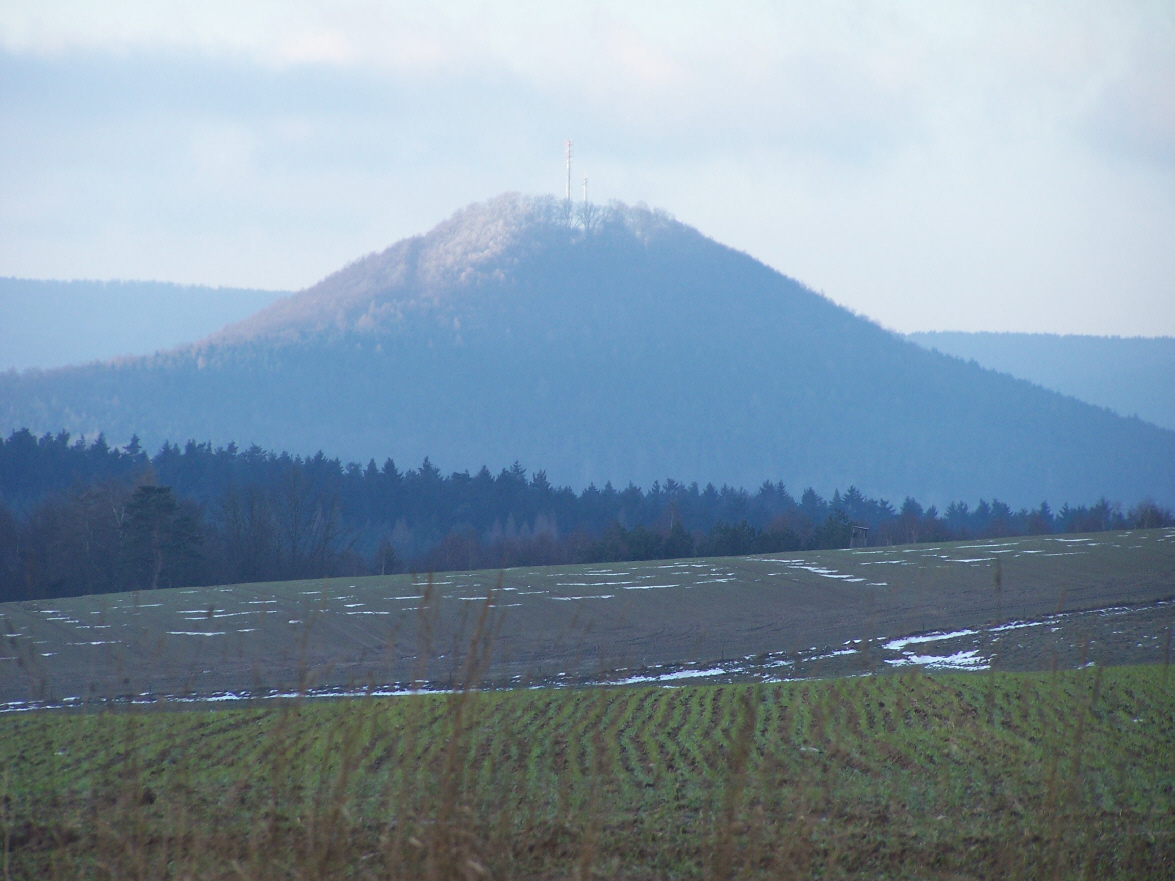
Der Krayenberg von Norden

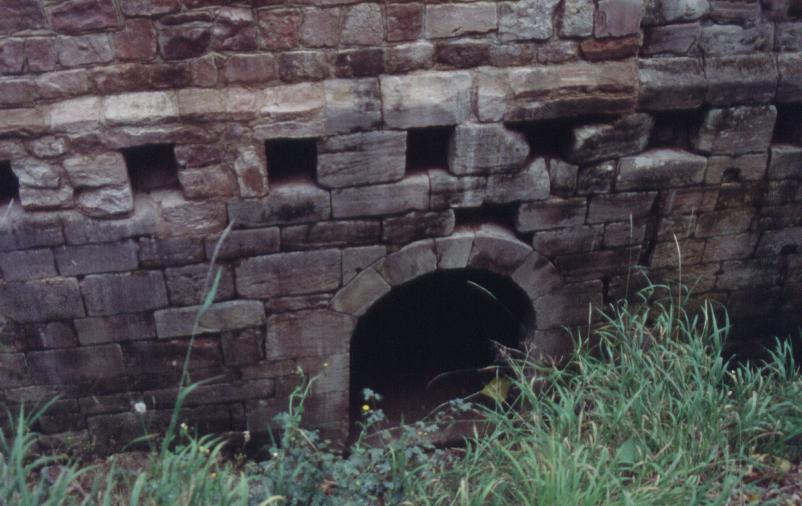
Kellergeschoss

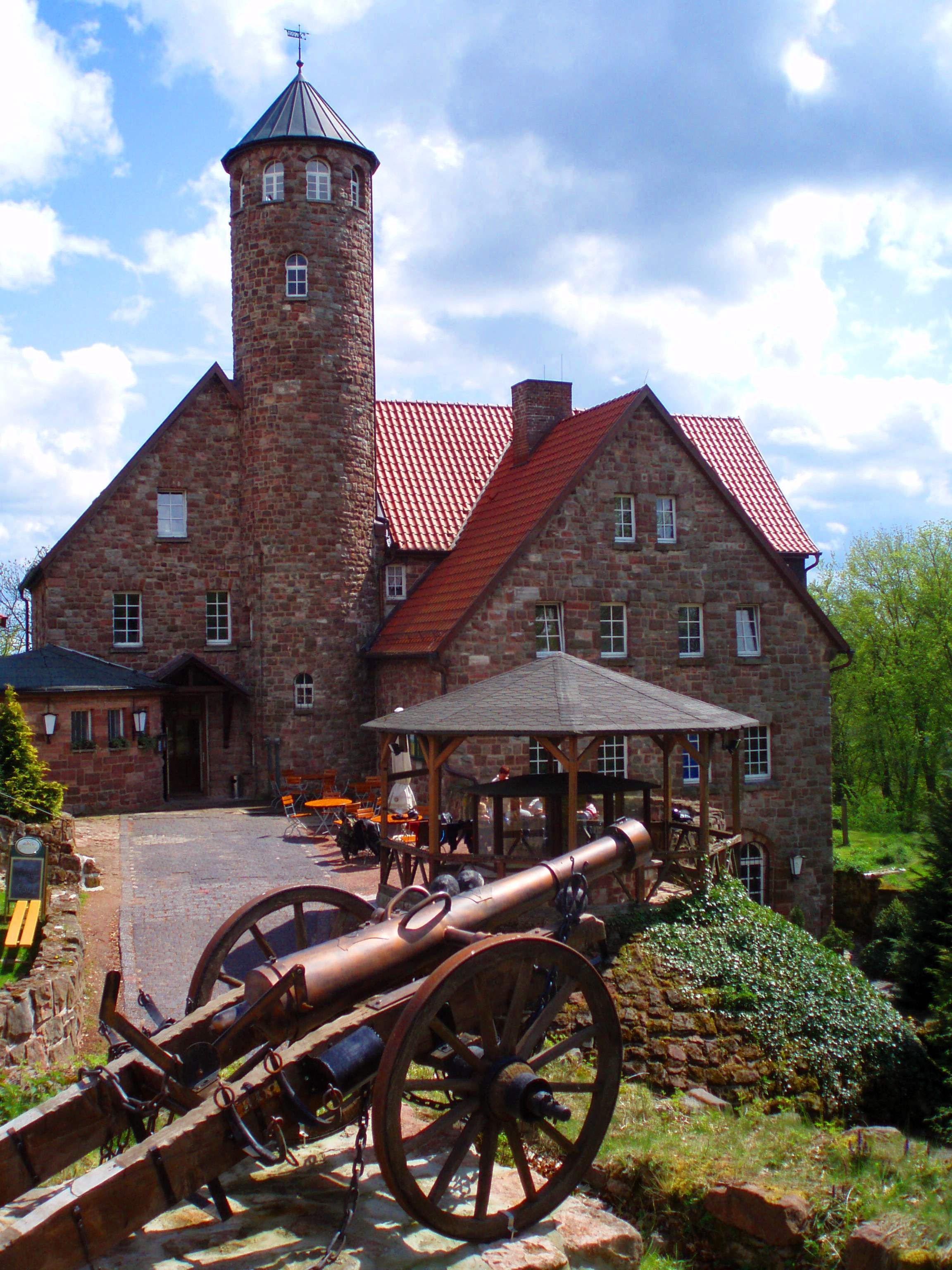
Hotel/Gaststätte Krayenburg

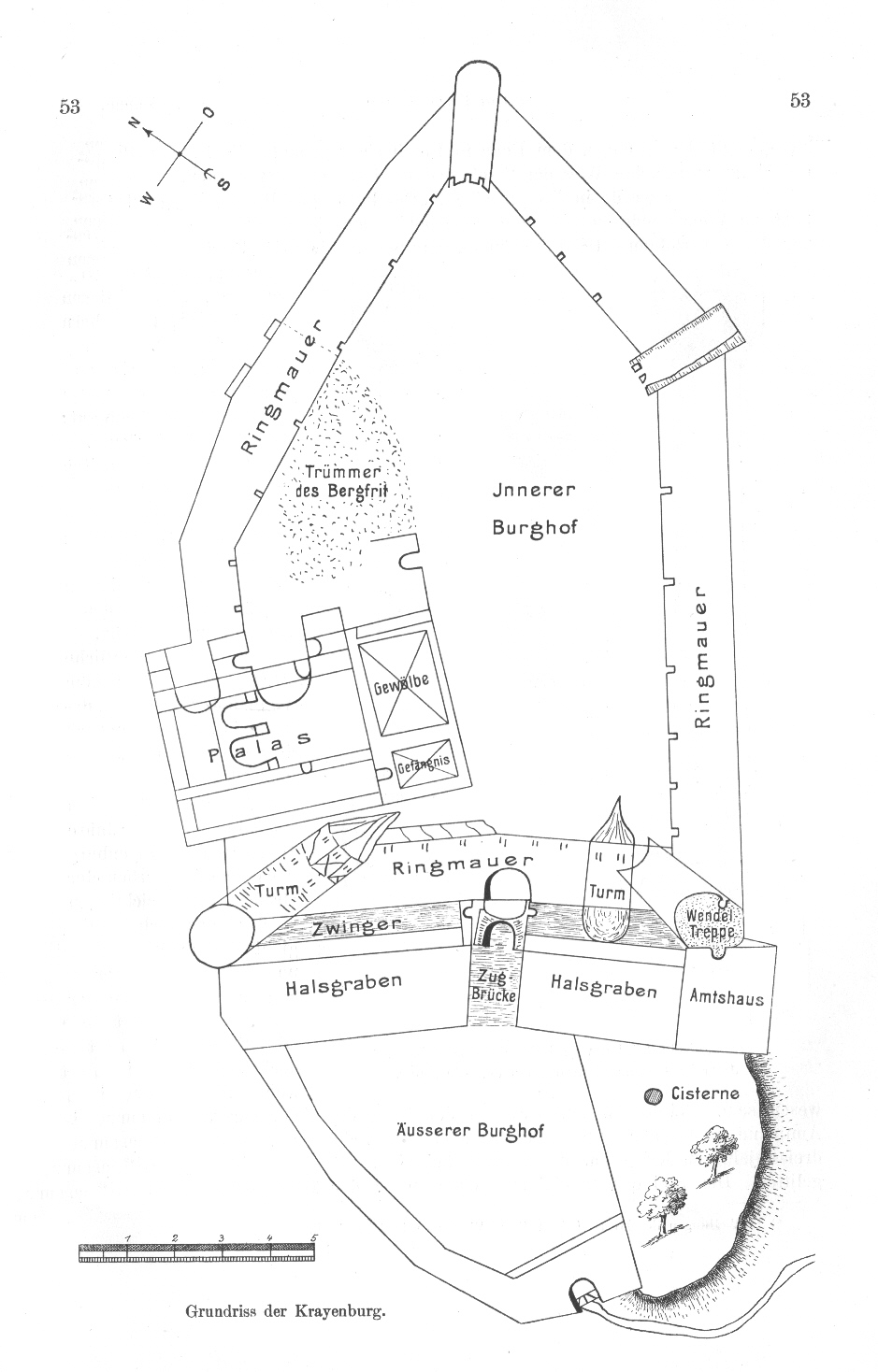
Historischer Lageplan

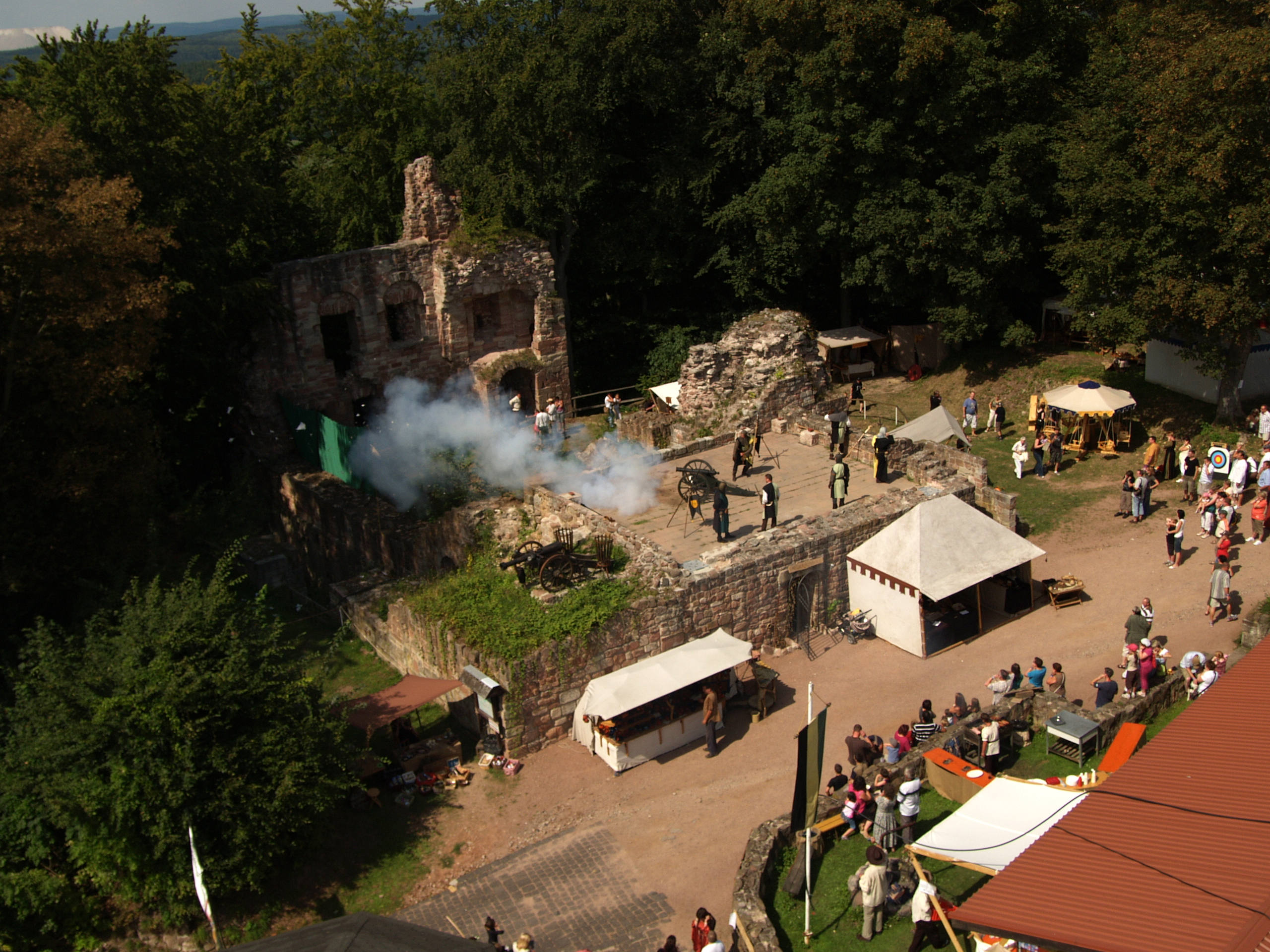
Salutschuss während des 3. Mittelalterlichen Spektakulums auf der Krayenburg

Die Krayenburg  ist eine Burgruine in der Gemarkung Tiefenort im Wartburgkreis in Thüringen, die erstmals 1155 urkundliche Erwähnung fand.

## Lage
Die Ruine der Gipfelburg befindet sich bei 428,3 m ü. NN auf dem jetzt bewaldeten, weithin sichtbaren Gipfel des kegelförmig aus dem Werratal hervortretenden Krayenberges, welcher nach drei Seiten steil in das Tal ausläuft und heute nur von Osten, über eine 1500 m lange Zufahrt von Tiefenort aus mit Fahrzeugen erreichbar ist. Weiterhin bestehen einige Wanderwege von Merkers und Kieselbach.

## Geschichte
Die Krayenburg ist eine der ältesten Steinburg-Anlagen im Werratal, sie entstand vermutlich am Platz eines heidnischen Bergheiligtumes.

### Wallburg
Im 8. Jahrhundert schenkte Karl der Große Besitzungen in Dorndorf und Umgebung an das Kloster Hersfeld, diese mussten durch Befestigungen geschützt werden. Es existieren auf dem Bergrücken, etwa 200 m östlich der Burg noch deutlich erkennbare Reste einer älteren Wallburg, welche eventuell noch aus vorgeschichtlicher Zeit stammen.

### Hersfelder Burganlage
Die Krayenburg wird 1155 erstmals als „castrum“ des Klosters Hersfeld erwähnt. Papst Lucius III. erließ am 3. November 1184 zugunsten des Hersfelder Abts Siegfried ein Dekret zur Besitzsicherung der Abtei, das unter anderem die Anordnung enthielt, die Krayenburg nicht weiter zu verlehnen. Kaiser Friedrich I. Barbarossa ergänzte dies einen Tag später durch die Befreiung der Krayenburg und der umliegenden Dörfer vom königlichen Spolienrecht. Dennoch hatte später das Adelsgeschlecht von Frankenstein die Burg als Hersfelder Lehen inne und baute sie zu einer der bedeutendsten romanischen Anlagen im mittleren Werratal aus. Die Burg besaß eine hohe Wertschätzung im Reich und war ein Asylort. Im Jahre 1270 bot die Burg Margaretha von Staufen, einer Tochter Kaiser Friedrichs II., Zuflucht, als diese nach der Zerrüttung ihrer Ehe mit Albrecht II. von der Wartburg floh.

### Schutzvogtei des Klosters Frauensee
In Sichtweite der Burg entstand das Kloster Frauensee in einem ausgedehnten, nur dünn besiedelten Waldbezirk nördlich der Burg. Dem Schutz dieses bedeutenden Zisterzienser-Nonnenklosters wurde auch die Krayenburg bestimmt. Nach einer Auseinandersetzung mit dem Kloster Fulda verloren die Herren von Frankenstein ihre Lehensrechte an der Burg, die in der Folge häufig den Besitzer wechselte. Das Kloster Hersfeld verpfändete 1407 die Krayenburg und umliegende Besitzungen an die Thüringer Landgrafen. 1567 gelangte sie an das ernestinische Herzogtum Sachsen und gehörte nach weiteren Landesteilungen ab 1596 zum Herzogtum Sachsen-Eisenach bzw. später zum Herzogtum Sachsen-Weimar-Eisenach.

### Wohnsitz der Beichlinger Grafen
Die Grafen von Beichlingen, die die Burg von 1516 bis 1567 als Lehnsinhaber übernahmen, hatten zuvor eine autonome Kleinherrschaft in Innerthüringen inne. Die Krayenburg war ihr letzter Wohnsitz. Von 1567 bis 1879 war die Burg auch Sitz des „Amtes Kraynburg“. Die Krayenburg selbst wurde im Dreißigjährigen Krieg zur Ruine.

### Verfall der Burganlage
1640 drangen kroatische Reichstruppen in die Burg ein und plünderten sie aus. Danach verfiel sie und wurde als Steinbruch für den Bedarf der Bevölkerung genutzt. 1703 wurde der Amtssitz nach Tiefenort verlegt, nur ein Förster blieb in dem Gemäuer zurück.
Goethe besuchte 1782 die Krayenburg und zeichnete sie. Zu dieser Zeit waren von der mächtigen romanischen Anlage nur noch Ruinen übrig. 1850 wurden die romanischen Säulen aus den Fenstern des Palas entfernt und im Kommandantengarten der Wartburg aufgestellt. Heute sind vom ursprünglichen Baubestand nur noch geringe Reste erhalten. Teile des Palas, der inneren und äußeren Ringmauer, des Kellers sowie einer Zisterne haben die Jahrhunderte überlebt.

### Krayenburgverein
Der Verein Krayenburggemeinde errichtete in den 1920er Jahren auf dem Gelände eine Klause, ein Sandsteingebäude mit Saal und Unterkunftsmöglichkeiten sowie einen runden Aussichtsturm, der mehrmals aufgestockt wurde. Nachdem die Burg nach dem Zweiten Weltkrieg zu „Volkseigentum“ geworden war und die Gemeinde Krayenburg unter staatlichem Druck aufgelöst worden war, diente sie zu DDR-Zeiten als Parteischule und Jugendwerkhof. Auf dem Berg entstand eine markante Sendeanlage der Post. Nach der Wiedervereinigung gründete sich der Verein neu und trug entscheidend zu Renovierung und Ausbau der Burg als Gaststätte und Hotel bei.

### Sanierung
Die Ruine des Palas wurde infolge der jahrhundertelangen baulichen Vernachlässigung statisch labil und musste in den 1990er Jahren stabilisiert werden, hierbei wurden auch erste Grabungen und Untersuchungen durchgeführt. Im nördlichen Teil der Burganlage wurden weitere Sendeanlagen erbaut.

## Bauliche Reste
Von der Burganlage blieben mehrere Kellergewölbe und der noch mit der Nordwand präsente Palas erhalten. Weiterhin sind im Gelände Reste einer gestaffelten Abschnittsbefestigung an der Zufahrtsstraße, Wall und Graben der Kernburg zu finden. Die Burgstelle ist heute ein Boden- und Baudenkmal in der Gemeinde Tiefenort.